# 萠黄色のスナップ
「萠黄色のスナップ」（もえぎいろのスナップ）は、日本のロックバンドである安全地帯の楽曲。
1982年2月25日にKitty Recordsから1枚目のシングルとしてリリースされた。作詞は安全地帯および崎南海子、作曲は玉置浩二、編曲は安全地帯および星勝、プロデューサーは星が担当している。井上陽水のバックバンドとして全国ツアーを行っていた同バンドのメジャー・デビュー第1作目の曲であり、アマチュア時代のレパートリーの中から厳選する形でリリースされる事となった。
オリコンチャートなどのランキングにはランクインせず、また1枚目のアルバム『安全地帯I Remember to Remember』（1983年）には未収録となり、2作目のベストアルバム『安全地帯ベスト2 〜ひとりぼっちのエール〜』（1993年）にてアルバム初収録となった。

## 背景
幼少期より歌手になる事を志望していた玉置浩二は、中学校に進学した頃にグループ・サウンズへの興味から武沢豊と共に「インベーダー」というバンドを結成する。その頃の玉置はグループ・サウンズや歌謡曲を好んで聴いていたが、武沢の勧めによりビートルズなどの洋楽を聴くようになった。
バンドに武沢の兄である武沢俊也が加入し、バンド名を変更する話となり、当時ベースを担当していた同級生が交通教本を見て「安全地帯」という名を提案、また当時ピースサインが流行しており、交通規則の安全地帯のマークが「V」であった事、さらに頭脳警察や四人囃子などの漢字4文字のバンドに影響されて正式に「安全地帯」と改名された。バンド結成時は武沢の兄が曲を製作し、それを玉置が歌うスタイルであったが「負けてられない」との思いから玉置は自ら作詞、作曲を行うようになる。
1972年にはヤマハポピュラーソングコンテストに出場し、優秀賞を獲得する。この時の事を後に中島みゆきは「安全地帯っていう恐ろしい中学生バンドがいたのを覚えてますよ」と発言している。その後ロックに傾倒していた玉置はドゥービー・ブラザーズを好んで聴いており、その影響から武沢の兄がドラム、宮下隆宏がベースを担当する形で5人編成となり、後の安全地帯の原型が出来上がった。
1977年には六土開正、矢萩渉、田中裕二が所属していた「六土開正バンド」に玉置が声を掛け、安全地帯への参加が決定する。この事で一時メンバーが8人となったが、後に宮下、武沢の兄、田中が脱退し、代わりにドラムスとして大平市治が加入し5人編成となった。
この頃すでに安全地帯は北海道内では著名になりつつあったため、本格的な音楽活動を行うために玉置は高校を1学年で中退する。さらにメンバーは永山にある廃屋を借り、自分たちで木材を購入するなどして寝室付きのスタジオに改造、そこでの生活を始めた。ここでの生活は3年におよび、その間メンバーはアルバイトをしながらデモ・テープの作成に勤しんでいた。そのスタジオは「音楽農夫になって田んぼのまんなかで音楽を耕していくのもいいじゃないか」との思いから「ミュージカル・ファーマーズ・プロダクション (MFP)」と名付けられた。また定期的にライブを行っており、チケットはメンバーが手売りしていたが、800人収容のホールが満席になることもあったという。
その後、武沢の親戚にあたる人物が安全地帯のデモ・テープをKitty Recordsの社長に届け、後に安全地帯のディレクターを担当する事となる金子章平の手に渡り、興味を抱いた金子は旭川まで訪れメンバーと邂逅する事となった。また、同時期に後にプロデューサーとなる星勝も旭川を訪れており、玉置に対し「僕と10年いっしょに音楽をやりましょう」と告げた。
1981年7月、星の紹介により井上陽水がMFPを訪れセッションを行う事となった。これが切っ掛けとなり、井上は金子からのアイデアを受け安全地帯をバックバンドとして全国ツアーを行う事を打診。これに対し玉置は戸惑いを覚えていたが、「チャンスなんだから行こう」と東京へ向かう事を決定した。同ツアーにはキーボード奏者の中西康晴やBAnaNAも参加していた。
その後安全地帯としてのデビューが決定し、玉置自身が「絶対売れると思っていた」との自信から、アマチュア時代のレパートリーから厳選する形で本作がデビュー曲として選ばれた。

## 録音、音楽性
本作のプロデュースは星勝が担当している。星はロックバンド「ザ・モップス」のメンバーであり、またアレンジャーとしてザ・ピーナッツや井上陽水、RCサクセションなどの作品に参加していた。作詞のクレジットは公式には安全地帯、崎南海子とされているが、正確には元メンバーの武沢俊也（1956年12月1日 - ）によるものである。ただ、メジャー・デビューに当たり、武沢俊也は自身が作った歌詞がプロの作詞家（本曲では崎南海子。なお、崎は作詞家ではなく詩人、放送作家）により手直しされたことでスランプとなりプロとして活動していく自信を失ってしまい、のちの脱退（1981年3月）に繋がったと後年語っている。
本作のオリジナル盤では、ドラムスは田中裕二ではなく元メンバーである大平市治（1958年4月16日 - 2023年12月3日）がクレジットされている。メジャー・デビュー後も暫く井上陽水のバックバンドを務めていた安全地帯であったが、あるとき井上陽水から暗にドラムが下手だと指摘されたことで、玉置が大平を脱退させることを決意、本曲を発表した直後の1982年4月に大平が脱退した。そして一度安全地帯を離れていた田中裕二が呼び戻されドラムスとして再加入、以後現在まで続く形となった。
玉置浩二の自伝本『玉置浩二 幸せになるために生まれてきたんだから』では「大陸的な広がりを感じさせるメロディや、エレキ・ギターのカッティングを前面に出した音作りからは、確かにドゥービー・ブラザーズの影響が感じられる」と表記されている。ベスト・アルバム『ALL TIME BEST』（2017年）の楽曲解説では、「春を心待ちにする気持ちと、淡い恋心を描いた言葉とメロディが、彼らを生んだ北海道の広大な風景を思い起こさせてくれる」と表記されているほか、ジャケットに描かれた北海道の地図も影響し、サウンドやリズム・セクションが当時流行していたウェストコースト・ロックを感じさせられると表記している。玉置のボーカルに関しては、声が持つ切なさを改めて感じさせると述べた上で、「表現力の豊かさに感心させられる」と表記されている。
1980年頃、フジテレビ系紀行番組『わが旅わが心』（プロデューサー：石田弘）にて、ジープ2台に分乗したクリスタルキングがMFPを訪問して本曲の演奏を聴いた際、曲名や詞を「北海道ならでは」「（クリスタルキングの本拠地である）九州じゃ、あの言葉は絶対出てこない」と評していた。また、同番組においてクリスタルキングがMFP訪問翌日に朱鞠内湖へ向かう移動中、助手席に座っていたメンバーによるアコースティックギターの演奏に合わせて、後部座席に座っていたツインボーカルの一人である吉崎勝正が本作を歌唱、またその後にBGMとして本作が流れる演出があった。なお、このとき歌われていた歌詞は、武沢俊也作詞によるオリジナル（崎南海子による手直しが入る前のもの）である。

## リリース
本作は1982年2月25日にKitty Recordsよりリリースされ、1985年に安全地帯の人気を受けてシングル盤が製造再開される。また、当時のコンサートにおいて本人達が「幻のデビュー曲」とMCを行っている。本作リリースの前月にはフジテレビ系音楽番組『夜のヒットスタジオ』（1968年 - 1985年）において、井上陽水のバックバンドとして安全地帯はテレビ初出演を果たすこととなった。
1988年12月10日に初めてCD化されてリリースされた。オリジナル・アルバムには収録されず、発売から約11年の時を経た1993年発売のベストアルバム『安全地帯ベスト2 〜ひとりぼっちのエール〜』で初めてアルバムに収録された。

## シングル収録曲
| 全作詞: 安全地帯、崎南海子、全作曲: 玉置浩二、全編曲: 安全地帯、星勝。 |                      |                      |            |      |
| #                                                                      | タイトル             | 作詞                 | 作曲・編曲 | 時間 |
| 1.                                                                     | 「萠黄色のスナップ」 | 安全地帯 、 崎南海子 | 玉置浩二   | 4:37 |
| 2.                                                                     | 「一度だけ」         | 安全地帯 、 崎南海子 | 玉置浩二   | 4:55 |
| 合計時間:                                                              | 合計時間:            | 9:32                 |            |      |

## スタッフ・クレジット

### 安全地帯
- 矢萩渉 - ギター
- 玉置浩二 - ボーカル
- 大平市治 - ドラムス
- 六土開正 - ベース
- 武沢豊 - ギター

### スタッフ
- 星勝 - プロデューサー
- 喜多浩二 - ディレクター
- ブルース・シェーファー - ミキサー
- チャンピオン・スタジオ - デザイナー
- 渡辺重史 - フォトグラファー

## リリース履歴
| No. | リリース年月日 | レーベル      | 規格      | 規格品番   | 最高順位 | 備考 |
| --- | -------------- | ------------- | --------- | ---------- | -------- | ---- |
| 1   | 1982年2月25日  | Kitty Records | 7インチ   | 7DK 7026   | -        |      |
| 2   | 1988年12月10日 | Kitty Records | 8センチCD | H10K-30030 | -        |      |

## 収録アルバム
「萠黄色のスナップ」
- 『安全地帯ベスト2 〜ひとりぼっちのエール〜』（1993年）
- 『ONE NIGHT THEATER 1985』（1998年） - ライブ・バージョンを収録。
- 『THE VERY BEST of 安全地帯』（2001年）
- 『安全地帯 COMPLETE BEST』（2005年）
- 『ALL TIME BEST』（2017年）

「一度だけ」
- 『安全地帯 COMPLETE BEST』（2005年）
- 『安全地帯 アナザー・コレクション -アルバム未収録曲集-』（1994年）